# Nedanczyczi (stacja kolejowa)
Nedanczyczi (ukr. Неданчичі, ros. Неданчичи) – stacja kolejowa w pobliżu miejscowości Nedanczyczi, w rejonie czernihowskim, w obwodzie czernihowskim, na Ukrainie. Leży na linii Czernihów - Semychody (Czarnobylska Elektrownia Jądrowa).